# Distretto di Hastings
Il distretto di Hastings è un'autorità territoriale della Nuova Zelanda che si trova entro i confini della regione di Hawke's Bay, nell'Isola del Nord. La sede del Consiglio distrettuale si trova nella città di Hastings.
La città di Hastings si trova a meno di 20 chilometri di distanza da quella di Napier, ragione per cui spesso ci si riferisce alle due città col nomignolo di "città gemelle" ("Twin Cities"). L'intera area metropolitana formata dall'unione di Hastings e Napier conta circa 120 000 abitanti.
Il distretto nacque nel 1989 in seguito alla riorganizzazione di tutte le circa 700 autorità locali della Nuova Zelanda, in seguito all'aggregazione della contea di Hastings con quelle di Havelock North, Waimarama e Clive, all'epoca poco più che villaggi. Le città principali del distretto sono, oltre alla stessa Hastings, Flaxmere e Havelock North.
Il clima della regione è prettamente mediterraneo, con circa 800 millimetri di pioggia l'anno (pochi per gli standard neozelandesi). L'economia è incentrata sull'agricoltura.